# Caligo ajax
Caligo ajax är en fjärilsart som beskrevs av Doubleday 1849. Caligo ajax ingår i släktet Caligo och familjen praktfjärilar. Inga underarter finns listade i Catalogue of Life.